# Monti Burkal'skij
I monti Burkal'skij (in russo Буркальский хребет?) sono una catena montuosa della Siberia Orientale meridionale (Territorio della Transbajkalia) che fa parte dell'altopiano Chėntėj-Daur. Si trovano tra le valli dei fiumi Burkal (da cui prendono il nome) e Bol'šaja.
La catena montuosa si estende da nord-ovest a sud-est per circa 50 km, dalla foce del fiume Burkal nella Menza alle sue sorgenti. È delimitata a ovest dalla Menza e a sud dal suo affluente Bol'šaja. Le altezze predominanti vanno dai 1 400 ai 1 600 m. Il punto più alto è il monte Zyrjanka (1 869 m).
La dorsale è composta da rocce prevalentemente di età paleozoica. Il rilievo è dominato da montagne medio-alte; sono comuni i fiumi di pietre (kurum), terrazze spoglie e affioramenti rocciosi. I principali tipi di paesaggio sono la taiga montana, la foresta prealpina e i gol'cy.